# Hemilienardia homochroa
Hemilienardia homochroa é uma espécie de gastrópode do gênero Hemilienardia, pertencente a família Raphitomidae.